# Reprezentacja Białorusi w piłce nożnej plażowej mężczyzn
Reprezentacja Białorusi w piłce nożnej plażowej to oficjalna drużyna reprezentująca Białoruś w rozgrywkach piłki nożnej plażowej. Należy do Białoruskiej Federacji Piłki Nożnej oraz do UEFA.